# Großsteingrab Damgård (Allerød Kommune)
Das Großsteingrab Damgård ist eine megalithische Grabanlage der jungsteinzeitlichen Nordgruppe der Trichterbecherkultur im Kirchspiel Lillerød in der dänischen Kommune Allerød.

## Lage
Das Grab liegt nordwestlich von Lillerød und südwestlich des zu Børstingerød gehörenden Hofs Damgård auf einem Feld. In der näheren Umgebung gibt bzw. gab es zahlreiche weitere megalithische Grabanlagen.

## Forschungsgeschichte
In den Jahren 1890 und 1942 führten Mitarbeiter des Dänischen Nationalmuseums Dokumentationen der Fundstelle durch. Weitere Dokumentationen erfolgten 1982 und 1989 durch Mitarbeiter der Forst- und Naturbehörde.

## Beschreibung
Die Anlage besitzt eine ost-westlich orientierte rechteckige Hügelschüttung mit einer Länge von 22 m, einer Breite von 12,5 m und einer Höhe von 1,6 m. Von der Umfassung waren 1890 noch vier Steine an der südlichen Langseite erhalten, die aber später entfernt wurden. Etwa 8 m vom östlichen Hügelende entfernt wurde 1890 ein einzelner Stein angetroffen, bei dem es sich wahrscheinlich um den Rest einer Grabkammer gehandelt hat. Auch er ist mittlerweile verschwunden.